# Roxann Dawson

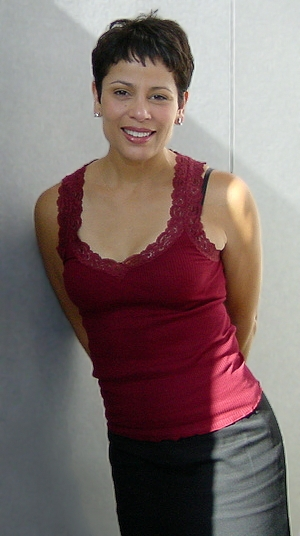
Roxann Dawson

Roxann Dawson (11 de setembro de 1958, Los Angeles, Califórnia) é uma atriz americana. Ela ficou conhecida pela personagem B'Elanna Torres da série de televisão Star Trek: Voyager.